# 今本尚志
今本尚志（いまもと たかし）は、日本のアニメーションプロデューサー。株式会社スタジオフォートゥー（studio42）代表取締役。

## 略歴
ゴンゾの制作プロデューサーを経て、KADOKAWA在籍後に独立。2016年には高村和宏を取締役に迎え株式会社スタジオフォートゥー（studio42）を設立し代表取締役に就任。
studio42設立後はGEEKTOYSの作品に携わることが多い。

## 参加作品

### テレビアニメ
2002年
- キディ・グレイド（-2003年、制作プロデューサー）

2003年
- LASTEXILE（プロデューサー）

2004年
- 爆裂天使（プロデューサー）

2007年
- ご愁傷さま二ノ宮くん (プロデューサー)

2008年
- ストライクウィッチーズ (プロデューサー)

2009年
- シャングリ・ラ（プロデューサー）
- 生徒会の一存（プロデューサー）

2010年
- ストライクウィッチーズ2 (プロデューサー)
- パンティ&ストッキングwithガーターベルト（プロデューサー）
- FORTUNE ARTERIAL（プロデューサー）

2011年
- デッドマン・ワンダーランド（プロデューサー）
- R-15（プロデューサー）
- マケン姫っ!（プロデューサー）

2012年
- 生徒会の一存 Lv.2 (プロデューサー)

2013年
- ブラッドラッド（プロデューサー）

2014年
- マケン姫っ!通（プロデューサー）

2018年
- RErideD-刻越えのデリダ-（アニメーションプロデューサー）

2020年
- プランダラ（アニメーションプロデューサー）

2022年
- デート・ア・ライブIV（アニメーションプロデューサー）

2024年
- デート・ア・ライブV（アニメーションプロデューサー）

### 劇場アニメ
2012年
- ストライクウィッチーズ 劇場版 (プロデューサー)

### OVA
2007年
- 爆裂天使-INFINITY-（プロデューサー）

2020年
- デート・ア・バレット（アニメーションプロデューサー）